# Callistus Rubaramira
Callistus Rubaramira (nascido em 8 de fevereiro de 1950), é um padre católico romano, bispo da Diocese Católica Romana de Kabale, no Uganda. Ele foi nomeado bispo em 15 de março de 2003.

## Como bispo
Ele foi nomeado bispo da Diocese Católica Romana de Kabale no dia 15 de março de 2003. Foi consagrado a 8 de junho de 2003 em Kabale pelo bispo Robert Marie Gay, bispo emérito de Kabale, assistido pelo bispo Barnabas Rugwizangonga Halem 'Imana, bispo emérito de Kabale e pelo arcebispo Paul Kamuza Bakyenga, arcebispo de Mbarara.